# Fender Starcaster
Napomena: ovo je članak o poluakustičnom modelu gitare iz '70ih godina. Za trenutnu liniju pogledajte članak Starcaster by Fender.

Model Fender Starcaster je poluakustična električna gitara s kojom je Fender 1976. godine pokušao da uđe na tržište poluakustičnih gitara kojim je dominirala tvrtka Gibson, sa svojim ES-335 modelom.

## Dizajn i izrada
Fender Starcaster proizvodio se od 1976. – 1982. godine. Ovisno o izvorima spominje se 1977. godina, kao godina početka proizvodnje, ali po reklami "Fenderovih oglasa" iz 1977. godine, navodi se da je prvi Starcaster model proizveden 1976. godine.

Model Starcaster je kvalitetan uradak dizajnera Genea Fieldsa, u vremenu kad je Fender drastično smanjio svoje standarde.
 Za razliku od većine poluakustičnih gitara koje su imale vratove tradicionalno "umetnute" i lijepite na tijelo, Starcaster model zadržao je Fenderov dizajn pričvršćivanja vijcima za tijelo gitare. U to vrijeme prakticirao se spoj s tri vijka.

## Podrijetlo
Poznato je da Fender za svaki svoj proizvod na tržištu predviđa i određeni period vremena za odrađivanje prilagodbe i korekcije, (ponekad neophodne i zbog ažuriranja nove tehnologije u starije modele). Reizdanja su po par puta na taj način doživjeli klasični modeli manje poznatih gitara sa svojim uporištem u Telecasteru i Stratocasteru, kao što je 12-žičani Fender Stratocaster XII, ili također manje poznati modeli bas-gitara kao što je Mustang Bass.

Unatoč tome što postoje saznanja da je Fender radio na ideji za pokretanje proizvodnje Starcaster bas-gitare, tvrtka nikada nije ažurirala verziju Starcaster gitare, niti je model ikada doživio svoje reizdanje. Zbog toga da je i proizveden, malo je vjerojatno da bi marketinški bio predstavljen pod imenom Starcaster.

Nedavno je obnovljen i predstavljen cijeli niz cijena za modele Starcaster by Fender gitare i bubnjarske komplete, koji nisu vezani za model Starcaster gitaru, iz '70ih godina.

## Popularnost
Zbog ustaljene Fenderove prakse u dizajnu modela gitara s punim tijelom, i ugrađivanja konfiguracije jednostrukih elektromagneta, zaostajao je u komercijalnom uspjehu za Gibsonovim poluakustičnim modelima gitara s dvostrukim elektromagnetima. Rezultat toga bio je da model Starcaster zbog općenite nepopularnosti, i nedostatka "prepoznatljivog imena", za razliku od drugih poluakustičnih modela iz tog vremena danas rijetko nalazimo na tržištu. Unatoč tome (ili možda) zbog skromnosti ulaganja u kvalitetnije instrumente, nekoliko visoko profiliranih gitarista današnjeg vremena preferira ovaj model gitare kao svoj osnovni instrument. Neki od njih su: engleski rock gitarista Jonny Greenwood iz sastava Radiohead, Sammy James Jr gitarista američkog garage rock sastava The Mooney Suzuki svirao je 21. lipnja 2007. godine u Late Night with Conan O'Brien talk showu na Stracaster modelu.

Gitara se također može vidjeti i u glazbenom video spotu engleskog pjevača i tekstopisca Morrisseya, u pjesmi You Have Killed Me. Dalje, Dave Keuning u američkom rock sastavu The Killers na Glastonbury Festivalu 2007. godine, i u engleskom glazbenom Later with Jools Holland tv-programu svirao je na modelu Stracaster. Zatim, gitarista Jamie Cook u engleskom indie rock sastavu Arctic Monkeys, gdje ga je 2009. godine na Reading Festivalu koristio u pjesmi Crying Lightning. Chris Walla američki glazbenik u alternativnom rock sastavu Death Cab for Cutie povremeno koristi model Stracaster pri nastupima uživo.

## Konstrukcija
Model Starcaster s obojenom krivuljom pri dnu ima jedinstven dizajn glave vrata gitare. Osim nekih otkazanih prototipova Fender Marauder modela gitare koje je također dizajnirao Fields sličan dizajn glave vrata nije prije bio primijenjen. Druga neobičnost ovog poluakustičnog modela je asimetrično tijelo, hvataljka od javora i vrat koji je pričvršćen vijcima. Ugrađena elektronika osim spomenutih elektromagneta sastoji se od potova za glasnoću i ton za svaki elektromagnet, kao i glavni pot za kontrolu glasnoće.

## Korisnici Starcaster modela
- Bob Weir u američkom rock sastavu The Grateful Dead
- Chris Walla u američkom alternativnom rock sastavu Death Cab for Cutie[2]
- Dave Keuning u američkom rock sastavu The Killers (u video spotu For Reasons Unknown)
- Jamie Cook u Arctic Monkeys (u video spotu Crying Lightning)
- Jesse Tobias s britanskim pjevačem i tekstopiscem   Morrissey[3]
- Jonny Greenwood u engleskom rock sastavu Radiohead (prvi puta na albumu OK Computer, a zatim i uvelikoj mjeri na albumima Kid A i Amnesiac)[4]
- Leo Nocentelli u američkom funk sastavu The Meters[5]
- Martin Gore u sastavu Depeche Mode
- Mert Caner u sastavu The Flue
- Rubén Albarrán u meksičkom sastavu Café Tacvba[6]
- Steve Mazur u kanadskom sastavu Our Lady Peace[7]
- Taylor York u američkom rock sasatavu Paramore[8]
- Wayne Hussey u britanskom gothic rock sastavu The Mission i rock sastavu The Invisible Girls
- Wes Borland u američkom rock sastavu Limp Bizkit[9]

## Vanjske poveznice
- "Fotografije originalnog Starcaster modela"
- "Recenzije vlasnika modela, od kojih se neke odnose na novije replike"  Arhivirana inačica izvorne stranice od 2. ožujka 2012. (Wayback Machine)